# Marjorie Noël

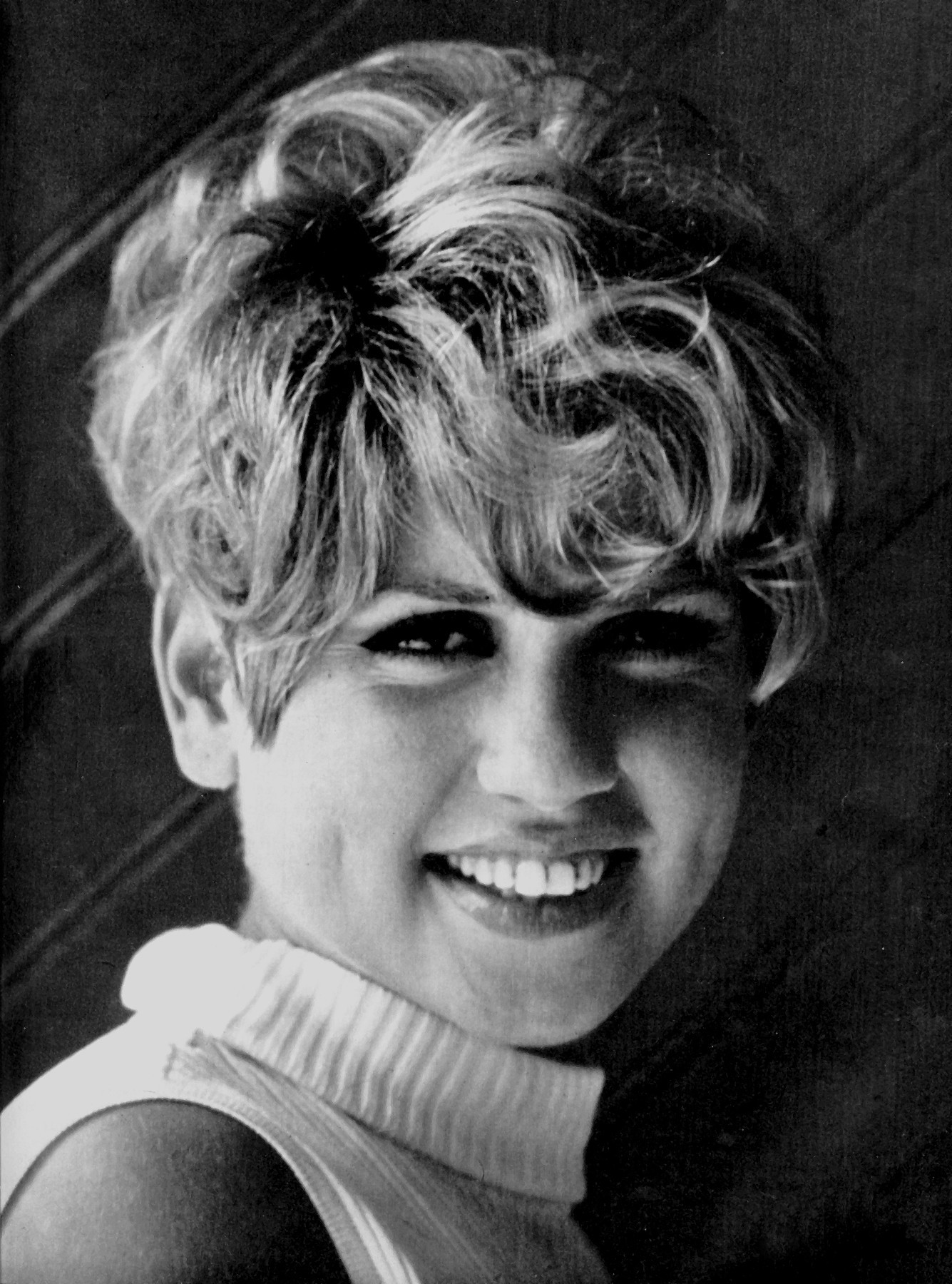
Marjorie Noël (1965)

Marjorie Noël (eigentl. Françoise Nivot; * 25. Dezember 1945 in Paris; † 30. April 2000 in Cavaillon) war eine französische Chansonsängerin der 1960er Jahre.

## Leben und Wirken
Kurz nachdem ihre ersten beiden EP auf den Markt gekommen waren, wurde sie beauftragt, Monaco beim Gran Premio Eurovisione della Canzone 1965 zu vertreten. Ihr Chanson Va dire à l`amour erreichte den neunten von 18 Plätzen. Ab 1967 zog sich Marjorie Noël wieder vom Musikgeschäft zurück.
Sie starb im Jahr 2000 an einer intrazerebralen Blutung.